# Kosta Filippou
Konstantinos „Kosta“ Filippou (griechisch Κωνσταντίνος Φιλίππου) (* 27. Dezember 1978 in Hagen) ist ein griechisch-deutscher Basketballtrainer und ehemaliger -spieler.

## Werdegang
Filippou spielte in der Jugend von Brandt Hagen und stand an der Seite von Dirk Nowitzki im Aufgebot der deutschen Juniorennationalmannschaft. In der Saison 1996/97 gehörte der 1,75 Meter große Aufbauspieler zum Hagener Bundesliga-Aufgebot. Im Europapokalwettbewerb EuroCup kam Filippou im Oktober 1996 gegen Paris Basket Racing zum Einsatz. 1997 verließ er Brandt Hagen und wechselte zur BG Hagen. Später wechselte er nach Iserlohn, ehe er zur BG Hagen zurückkehrte, mit der er in der 2. Basketball-Bundesliga spielte. Im Februar 2001 erlitt er einen Kreuzbandriss. Am Ende seiner Spielerlaufbahn spielte Filippou von 2004 bis 2008 beim Regionalligisten SV 1970 Blau-Gelb Hagen-Haspe. Später war er Mitglied der Altherrenmannschaft des VfK Hagen, mit der er zusammen mit weiteren früheren Bundesliga-Spielern wie Ralf Risse, Ingo Freyer und Oliver Herkelmann deutscher Meister wurde.
Filippou trat 2008 bei der Regionalligamannschaft der BG Hagen das Traineramt an, später wurde er bei dem Verein auch Sportlicher Leiter. Bis 2017 war er zusätzlich im Nachwuchs von Phoenix Hagen tätig, er hatte die Leitung der Phoenix Basketball Akademie (PBA) inne. Im Mai 2017 erlangte Filippou den A-Trainerschein des Deutschen Basketball-Bundes. Filippou stieß hauptverantwortlich die Einrichtung der im Mai 2021 von den Vereinen BG Hagen und SG VFK Boele-Kabel ins Leben gerufenen Basketball-Akademie-Hagen an und wurde Sportlicher Leiter. Das Amt als Trainer der Regionalliga-Mannschaft der BG Hagen gab Filippou nach 14 Jahren am Ende der Saison 2021/22 ab.